# Бланш (цирк)
Бланш — цирковой термин (от французского Planche — доска), который означает следующие элементы, исполняемые артистами в цирковых номерах:
- Воздушно-гимнастический силовой трюк: артист висит доской.[1] Артист держится на снаряде (трапеции, ловиторке, петлях или кольцах) или в руках партнера в положении, параллельном земле. Передний бланш — лицом вверх, задний бланш — лицом вниз. Особенно в номерах Русская палка и прыгуны на дорожках или батутах. Например, акробаты Расшивкины изобрели авторский трюк, вошедший в отечественные и зарубежные энциклопедии: — «Стойка-бланш на правой руке, держа в левой партнершу в пластической позе».[1]
- Переворот в воздухе без группировки (сальто прогнувшись). Этот элемент исполняется как в воздушных номерах, так и на полу. Например: «Высочайшая техническая подготовка позволяла Виноградову свободно комбинировать флик-фляки и бланши, то есть сальто без группировки.»[2]
- Пируэт на 360 градусов. Цирк. Энц. Широко применяется в номере «Воздушный полёт».